# صموئيل دبليو. ثورنتون
صموئيل دبليو. ثورنتون (بالإنجليزية: Samuel W. Thornton)‏ هو سياسي أمريكي، ولد في 23 أكتوبر 1832، وتوفي في 20 يوليو 1917. انتخب member of the Nebraska House of Representatives ‏.